# Juan Antonio Castro
Juan Antonio Castro Fernández (Talavera de la Reina, 23 de junio de 1927-ib., 4 de junio de 1980) fue un poeta y dramaturgo español de la segunda generación de Posguerra, considerado dentro del neorrealismo junto a otros autores como Antonio Buero Vallejo, Alfonso Sastre, Lauro Olmo, José Martín Recuerda, José María Rodríguez Méndez y Carlos Muñiz.

## Biografía
Hijo de comerciantes de clase media alta, su vocación teatral fue tardía, pues la escena de los años cuarenta lo desilusionó hasta que vio representar Nuestra ciudad, de Thornton Wilder; empezó sin embargo con la poesía y ganó un accésit del premio Adonais en 1961. Cultivó también el periodismo en La Voz de Talavera, periódico del que prácticamente fue el factótum, y en madrileño Ya. Aleó lírica y dramática en su primera pieza teatral, Bodas del pan y del vino, con forma de auto sacramental y estrenada en el atrio de la catedral de Toledo. Su primer premio teatral vino después en 1965, —el Guipúzcoa— por Plaza de mercado y entre 1968 y 1969 estrenó en el Teatro Español de Madrid dos obras infantiles: El infante Arnaldos y El Juglarón. Todavía residía en Talavera trabajando con «El Candil» y otros grupos teatrales, aprendiendo no solo el papel de escritor, sino el oficio y «carpintería» de la dramaturgia.
Suele expresar una visión comprometida de la historia de España escogiendo muchas veces un medio más bien propio de la comedia costumbrista: Plaza del mercado (1964), Ensayo imparcial (1964), Diálogos docentes (1967) y Petición y renuncia (1969). Sobre todas ellas destaca Tiempo de 98 (1969) con la que pretende «poner en pie crítico» medio siglo de la historia patria, a partir de una concepción intrahistórica unamuniana. Integra diversos lenguajes teatrales —paródicos, trágicos, burlescos, sainetescos, musicales— en pro de un universo totalizador en las diferentes versiones que de la obra hizo su autor —un primer montaje en su Talavera natal, otro en La Coruña, el estreno oficial en el Teatro de La Comedia en Madrid (1971) en montaje de José Manuel Garrido, para acabar en el escenario barcelonés del CAPSA de la mano de Alberto Miralles y su compañía Cátaro (1972).
Siguieron La visita (1970) en que introducía elementos del teatro del absurdo, Fiebre (1975), Hay algo en mi cabeza que no está en su sitio, Tauromaquia (1975), Quijotelia, Nata batida (1977) y El puñal y la hoguera (1977), con la que obtuvo el Premio Palencia de ese año. Su último estreno, ¡Viva la Pepa! (1980), estrenada cuando ya se hallaba muy enfermo, se convirtió en su particular canto de cisne, en que la escena está presidida por gigantescas figuras de la Iglesia, Fernando VII y Napoleón, integrando como en otras obras los recursos más obvios de los diversos géneros teatrales más o menos en boga: melodrama, sainete, tragedia popular... para mostrar un singular drama histórico en que el propósito crítico se confunde la mera anécdota.
Su producción dramática se completa con diversas adaptaciones —Eurípides, Torres Naharro, etc.—, entre ellas El perro del hortelano de Lope de Vega y Casa con dos puertas, mala es de guardar de Pedro Calderón de la Barca, así como Lástima que seas una puta de John Ford.

## Características
En palabras de su mayor estudioso, Abraham Madroñal, se trata de «un teatro profundamente literario y poético, pues Castro sació su instinto de poeta en su obra dramática. Asimismo sus temas argumentos son también cultos, pues beben a menudo de fuentes históricas o literarias. Además, sus maneras y recursos dramáticos son claramente vanguardistas: fracturas y ritmo sincopado en la acción, yuxtaposición violenta de las escenas, superposición de planos narrativos, motivos temáticos inquietantes. Y, sin embargo, y pese a lo que todo ello pueda sugerir, su teatro es popular. Y es popular el sentido más noble que pueda darse al término, pues enlaza con la tradición clásica de la escena; una tradición que se vincula con la sensibilidad de un espectador no pervertido por las formas más rancias y acartonadas del espectáculo teatral. Para ello Castro se vale de todos los géneros dramáticos; desde los más grandes —tragedia, comedia o drama— hasta los llamados menores o, incluso, ínfimos —cabaré, musical, sainete...—, y los superpone, los retuerce y los utiliza hasta lograr su propósito: conmover al espectador. Su intención es indagar en las raíces populares, hondas y antiguas del teatro, en su ceremonia auténtica; en su capacidad para conmocionar e inquietar desde la palabra dramática. Su vocación coincide con la de otros escritores de vanguardia del ya pasado siglo, empeñados en rescatar el teatro de dos de sus peores enemigas: la ramplonería y la costumbre, empecinadas siempre en mantenerlo en perpetua agonía».

## Obras

### Teatro
- Bodas del pan y del vino, auto sacramental.
- 1964: Plaza del mercado
- 1964: Ensayo imparcial
- 1967: Diálogos docentes
- 1968: El infante Arnaldos, teatro para niños.
- 1969: El Juglarón, teatro para niños.
- 1969: Petición y renuncia
- 1969: Tiempo de 98 y 1971, Teatro de la Comedia
- 1971: Ejercicios de la noche, Teatro María Guerrero.
- 1971: Quijotella (Sala Ales, Madrid)
- 1973: Jorge Juan, sabio de España (Novelda)
- 1974: Fiebre (Teatro Jovellanos, Gijón)
- 1974: Me huele a cuerno quemado, espectáculo inspirado en Molière.
- 1975: Tauromaquia (Teatro Reina Victoria, Madrid)
- 1975: De la buena crianza del gusano (Teatro Alfil, Madrid)
- 1976: Olvídate de Tartufo
- 1977: Nata Batida (Teatro Muñoz Seca, Madrid)
- 1977: El puñal y la hoguera, Premio Palencia
- 1978: La Espera (Teatro Lope de Vega, Sevilla)
- 1979: El rollo de Lavapiés (La Corrala, Madrid).
- 1980: ¡Viva la Pepa (Cádiz, 1812) Teatro Fígaro de Madrid.

### Poesía
- Tiempo amarillo, Madrid, 1962.

### Narrativa
- Me llamo Juan, inédita.[3]